# 香港大會堂
22°16′56″N 114°09′42″E / 22.282245°N 114.161545°E
香港大會堂（英語：Hong Kong City Hall，縮寫HKCH），簡稱大會堂，是香港第一座公共文娛中心，位於香港島中西區中環愛丁堡廣場5號，於1962年3月2日落成開幕，在2009年被列為香港一級歷史建築，2022年被列為香港法定古蹟，現由康樂及文化事務署管理。
香港大會堂跟同樣位於愛丁堡廣場的第四代郵政總局、昔日第三代的中環天星碼頭及其停車場、和已拆卸的皇后碼頭屬同一時期的建築，並形成一個大眾市民的公共空間。但當中只有香港大會堂到2022年5月成為法定古蹟。昔日的市政局總部大樓即在香港大會堂旁的展城館。

## 歷史

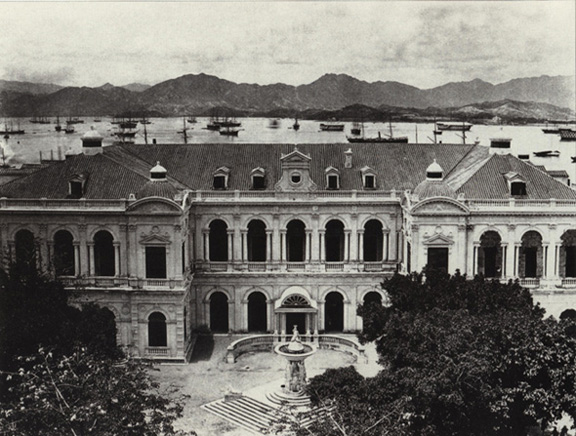
第一代香港大會堂

舊香港大會堂於1869年落成，位於香港匯豐總行大廈現址旁，面向皇后像廣場。1933年，舊大會堂的用地被購予香港上海匯豐銀行重建並擴充其第三代總行大廈之用。舊大會堂於1947年全部被拆卸，部分土地則為1950年興建中國銀行大廈之用。
1950年，中英協會敦促政府興建新大會堂，政府其後委託市政局參與策劃建築物的設計與發展，包括設立博物館、公共圖書館和演藝場館等。新大會堂選址於中環愛丁堡廣場的填海地上，設計甄選過程中有華人建築師徐敬直的方案，但基於種種原因未被採納。香港大會堂最後由首任香港大學建築系系主任哥頓布朗及其團隊（成員包括奧萊莉 ‧ 美恩）設計，英國建築師羅納德 ‧ 菲利普和艾倫 ‧ 菲奇完成興建。呈現現代建築風格設計的新大會堂於1962年3月2日落成啟用，建築費高達2,000萬港元，由當時的香港總督柏立基爵士主持開幕禮，於3月4日由倫敦愛樂樂團在音樂廳舉行揭幕音樂會。
|                                                | Here, in these buildings which I am opening today, there will be a welcome for the citizen not as a bearer of his rates and taxes, but as a partner in the artistic and social life of the city...... He will come not to beard one of his obedient servants in his lair, but to share in whatsoever is beautiful and available in this building. |
| ——柏立基爵士，1962年3月2日大會堂開幕辭（節錄） | |

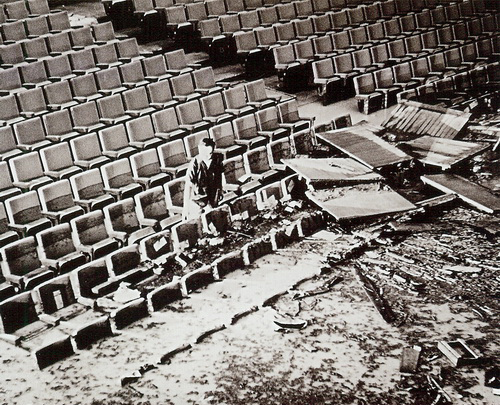
六一二雨災大會堂低座水浸情況

同年夏天颱風溫黛襲港，及1966年暴雨引致的六一二雨災，都令大會堂內部出現輕微水浸。
1960年代落成的香港大會堂與鄰近一系列新型公共建築如中環天星碼頭、卜公碼頭一般，設計講求簡樸實用，而凸顯統治者地位的殖民地式、歐式建築逐步走進歷史。
香港大會堂曾經是官方儀式和慶典舉行的重要場地，殖民地時代的多位港督都在大會堂舉行宣誓就職，而接待訪港的英國皇室成員的歡迎活動，都是在香港大會堂及對開的愛丁堡廣場進行。現時每年的法律年度開啟典禮都在1月於香港大會堂及對開的愛丁堡廣場進行。
基於大會堂的重要歷史地位，古物古蹟辦事處於2009年將其列為一級歷史建築。
在香港主權移交前，大會堂低座近市政局大樓展覽中心（亦即現時的展城館）的外牆名字對上會掛着香港徽號的紋章。1997年7月起香港大會堂交由巿政局管理，紋章被換上其洋紫荊圖案標誌，而2000年巿政局遭「殺局」後，該位置一直懸空至今。
2022年3月，古物諮詢委員會一致通過建議把大會堂升格，其將成為香港首幢戰後落成的法定古蹟，也是同類評級中最年輕的項目（60年樓齡）。

## 建築風格

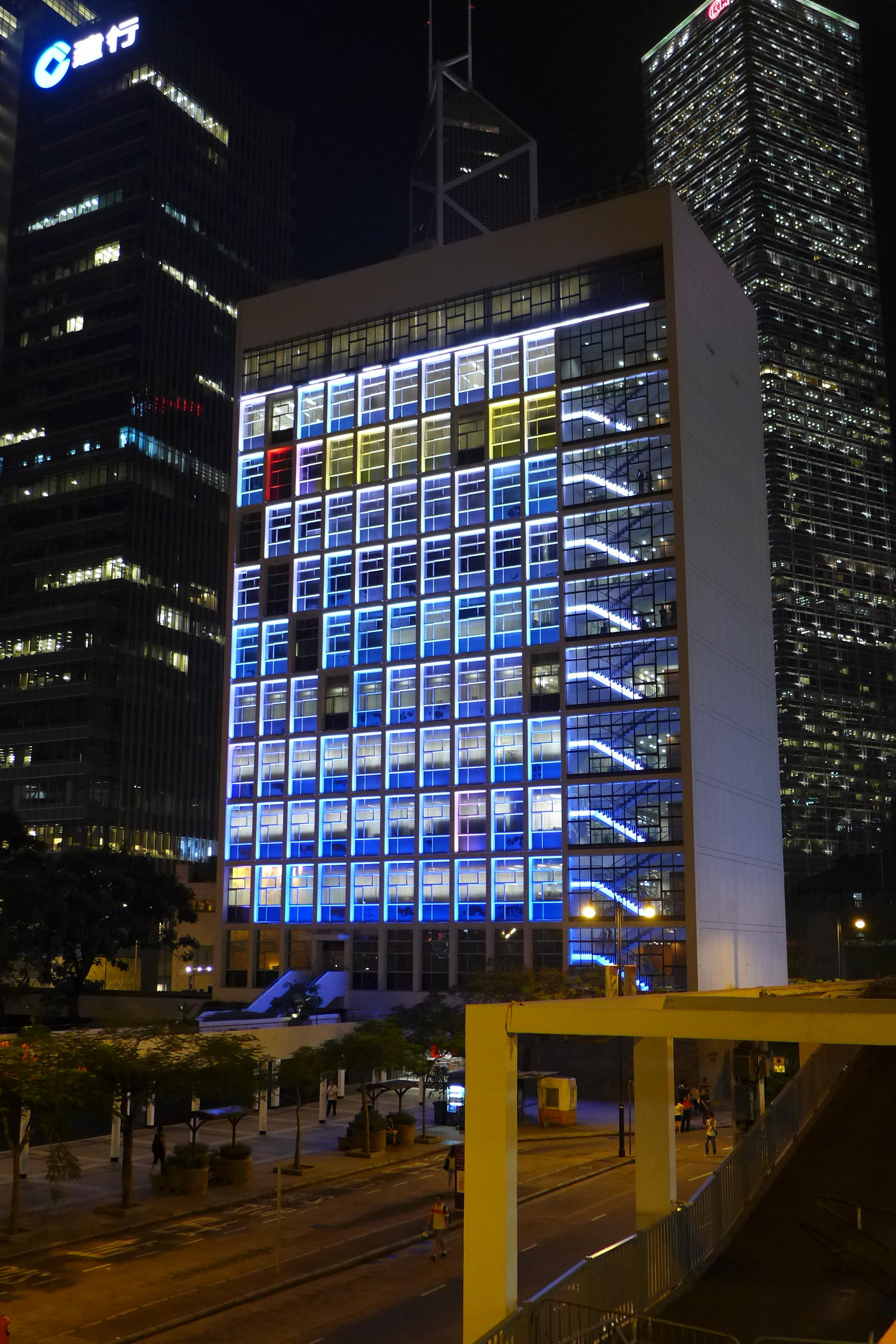
香港大會堂高座光影活動時夜景

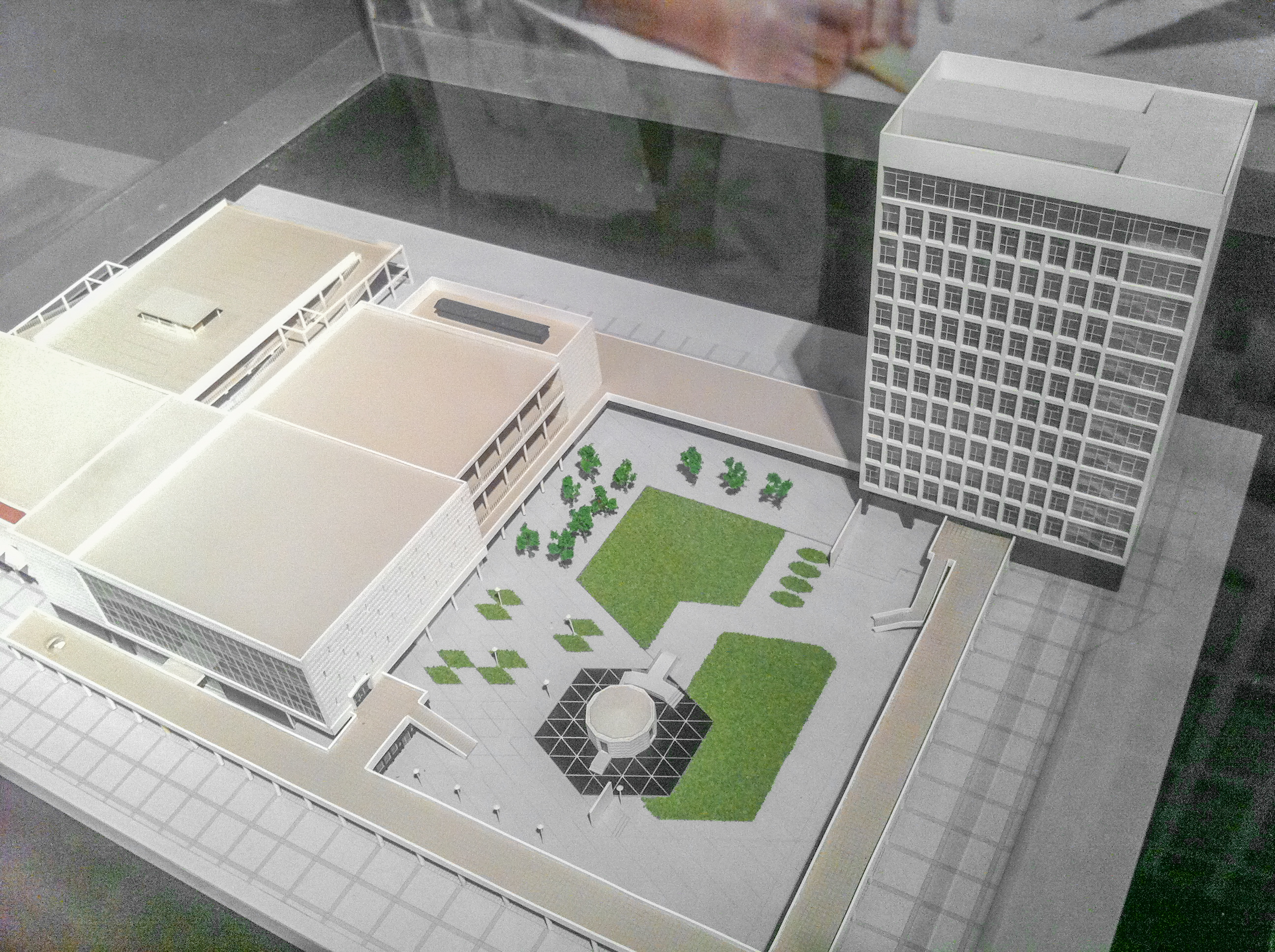
文物探知館內的香港大會堂模型

設計整體主張功能主義，偏向樸素而非浮誇：大樓使用簡潔的外觀、俐落的線條，與多功能的設施相互配合。同時採用突破傳統的現代建築風格設計，是二戰後期相當流行的設計意念。大會堂呈現的國際風格亦在香港建築界曾掀起一股潮流。

## 翻新工程
香港大會堂於1991及1993年進行了大規模翻新和擴建工程，在設計上保留原來現代建築風格，再增添新元素，令香港大會堂更富時代感，而首次工程是把香港藝術館和視覺藝術中心擴建為大會堂公共圖書館新翼，並在92中西區區節及大會堂30週年前投入服務。二期翻新範圍包括高座及低座大堂。亦將大會堂紀念花園重新設計，引用中軸線概念以彰顯紀念龕的重要角色，並以動態區和靜態區劃分空間布局，藉此優化功能。
2010年進行翻新工程為翻新低座美心皇宮及展覽廳。

## 文化藝術推廣
大會堂在本地文化藝術的推廣工作扮演重要角色。香港大會堂高座設有香港首間公共圖書館（即大會堂公共圖書館）和美術館，後者設於大會堂高座頂層的10樓及11樓，1969年更名為「香港美術博物館」，1975年正式分家成「香港博物館」（現稱香港歷史博物館）及「香港藝術館」。兩館於1975年及1991年分別遷離大會堂，而香港視覺藝術中心亦因原址於1988至1990年間飽和而遷往1992年建成之香港公園（第二期）。
文化表演方面，1973年的第一屆香港藝術節、1976年的第一屆亞洲藝術節、1977年的第一屆香港國際電影節、1982年的第一屆國際綜藝合家歡等本地大型文化節目，皆在大會堂揭幕登場。不少蜚聲國際的藝團和藝人皆曾獲邀在大會堂獻技，大會堂成為香港市民接觸到世界各地不同藝術表演的主要管道，為香港近代的文化藝術發展作出重要貢獻，而大會堂亦曾經用作香港書展的舉行場地，直到灣仔的香港會議展覽中心在1989年11月開幕半年後才遷離。
2012年5月19日起至6月11日全球首個城市舉辦「情陷聖羅蘭」展覽，展出87件由時裝大師聖羅蘭（Yves Saint Laurent）設計的經典服飾，以及12張攝影大師尚立·西夫（Jeanloup Sieff）的照片。
2013年5月4日至6月9日舉辦「尚·高克多20世紀巴黎景觀的魅影」展覽
香港大會堂是幻彩詠香江的參與大廈之一。

## 設施

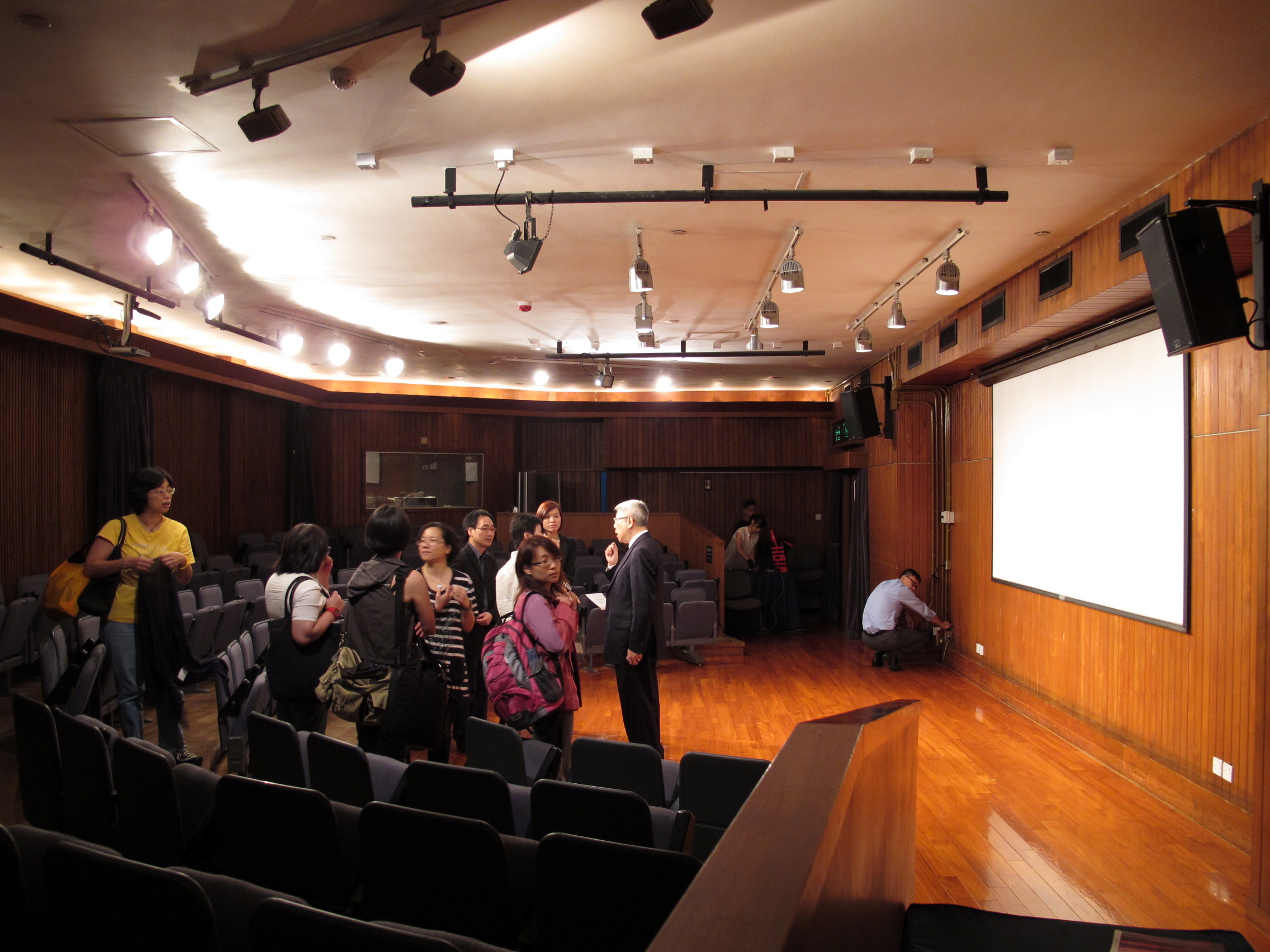
大會堂高座演奏廳

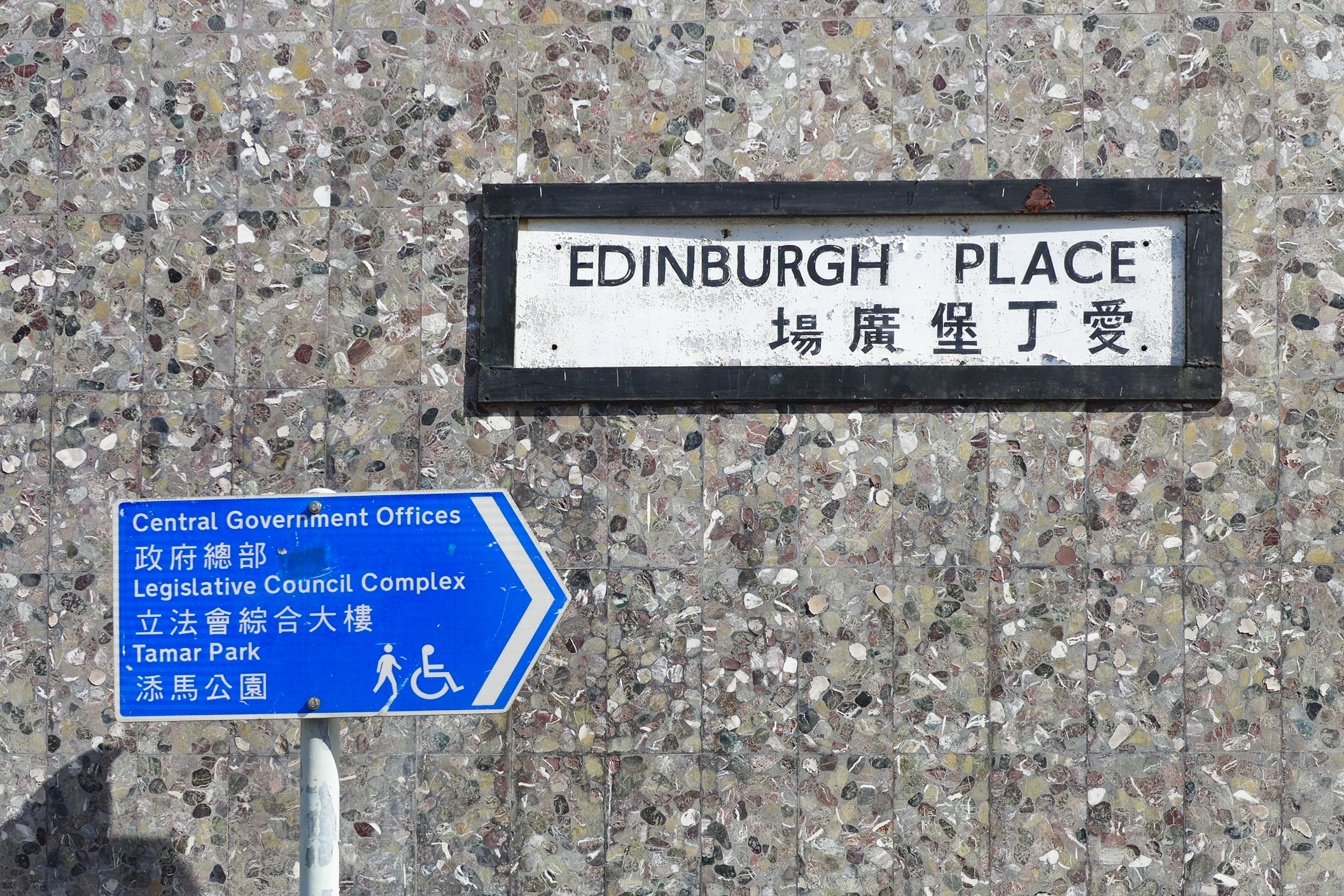
香港大會堂高座的愛丁堡廣場路牌

香港大會堂佔地11,100平方米，由兩座獨立的建築物（低座及高座）及一個紀念花園組成。
低座設施：

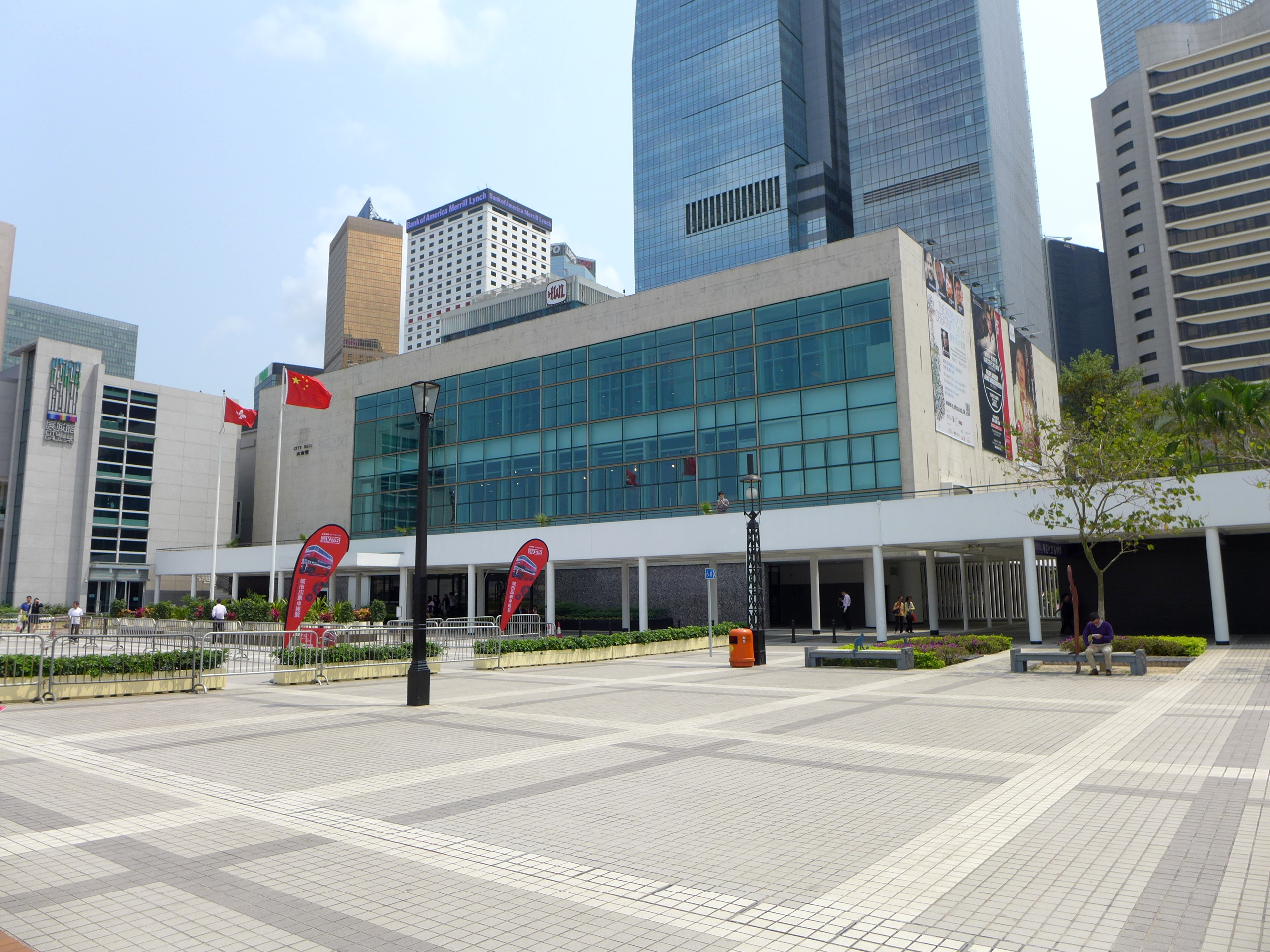
大會堂低座外貌

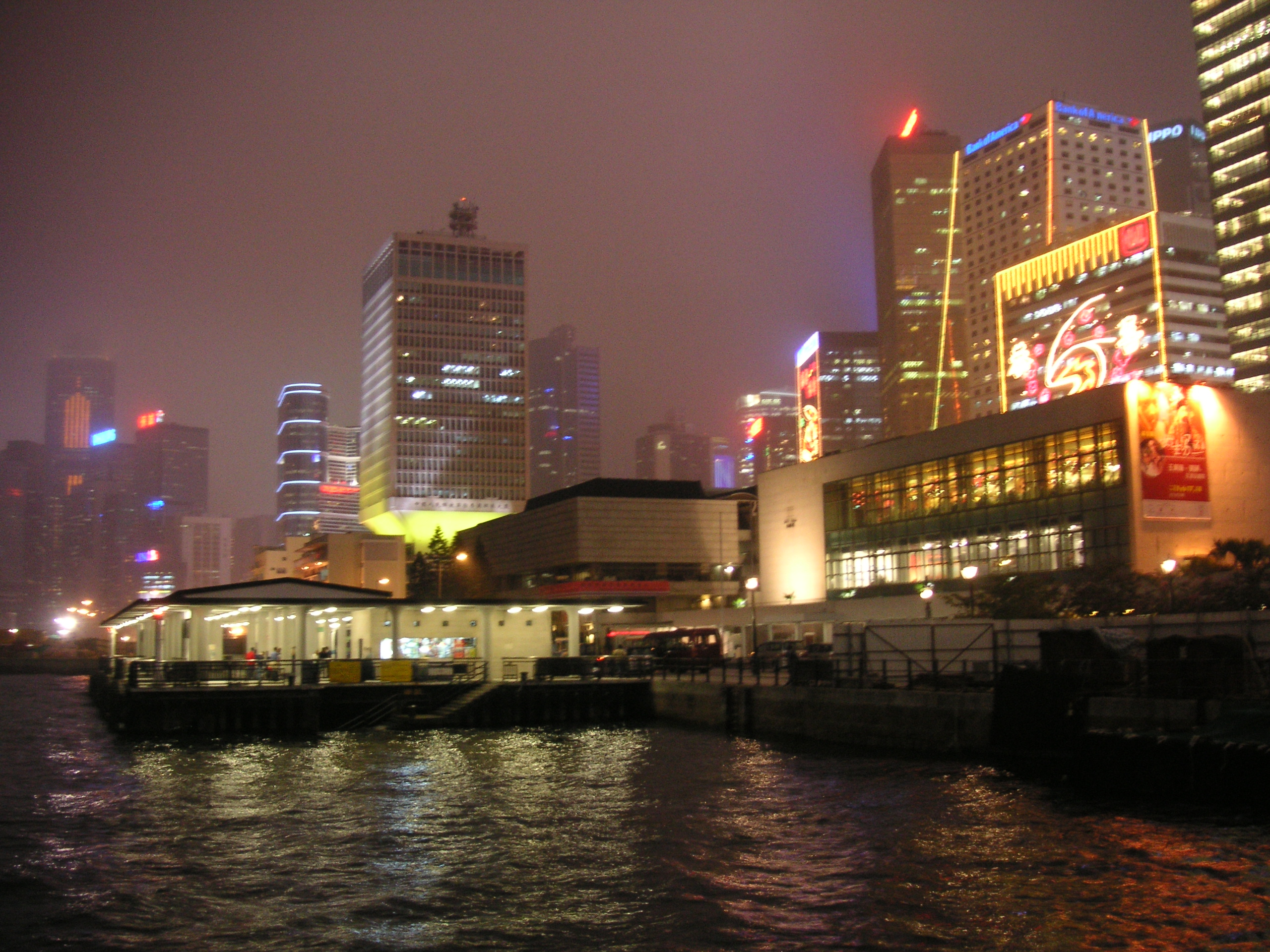
香港大會堂低座及皇后碼頭

1. 設有1,430個座位，可供交響樂及室樂演奏、獨奏、爵士樂、歌劇、合唱及獨唱演出的音樂廳
2. 設有463個座位，適合小型舞台表演的劇院
3. 面積約590平方米的展覽廳（原為跳舞廳）
4. 城市售票網售票處
5. 詢問處
6. 三所食肆：美心集團營運兩所西餐廳及大會堂美心皇宮酒樓（初為西式雄雞餐廳[14]:43，後改為中式嘉頓大會堂酒樓至1979年[註 1]）
7. 演藝禮品店
8. 停車場，1959年建成，為香港第二個落成的多層停車場[16]
9. 附屬建築物：1976年5月18日，毗鄰大會堂低座的市政局大樓啟用，內設市政局秘書處及會議廳等非開放設施，2012年經翻新後成為展城館供公眾參觀

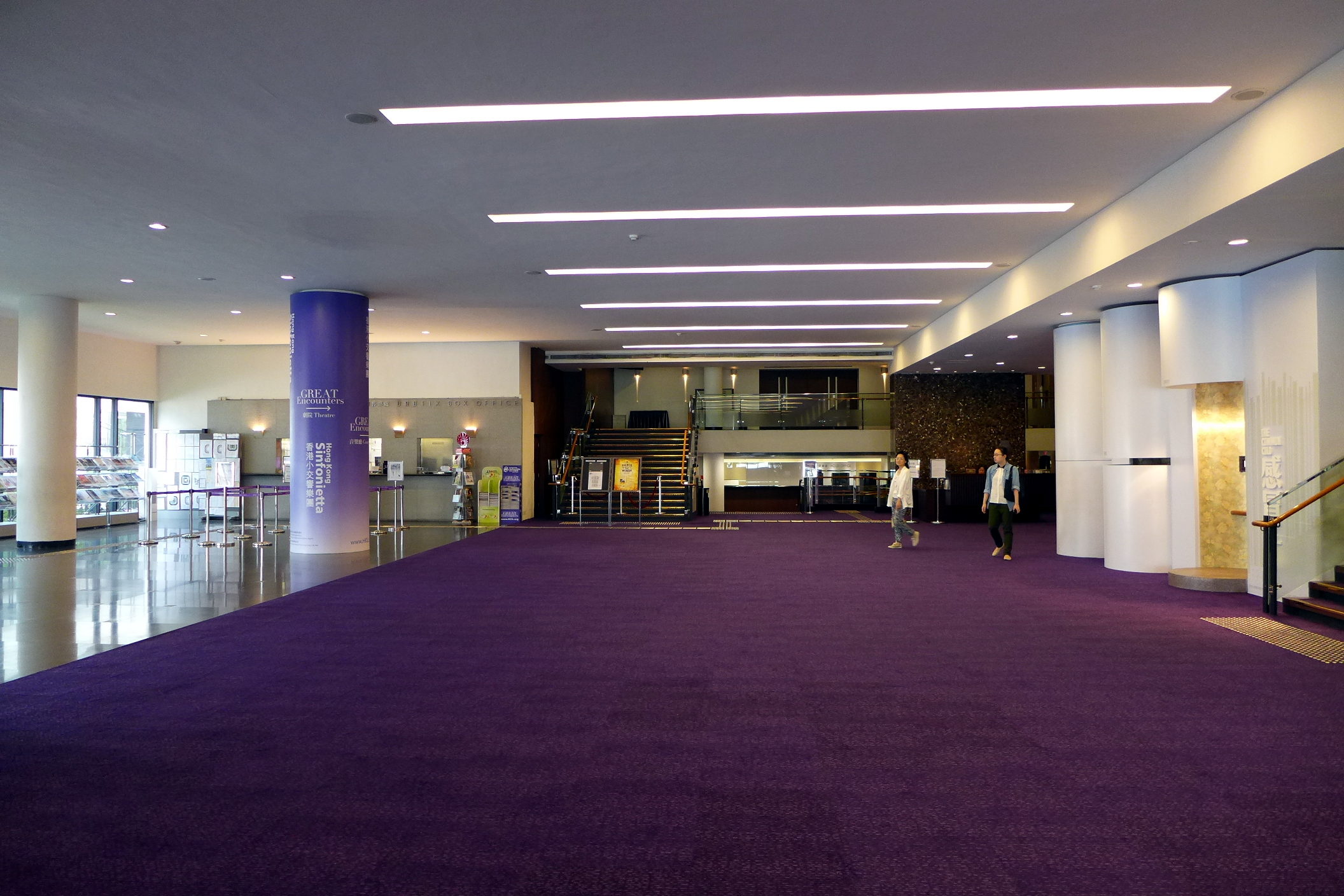
大會堂低座大堂
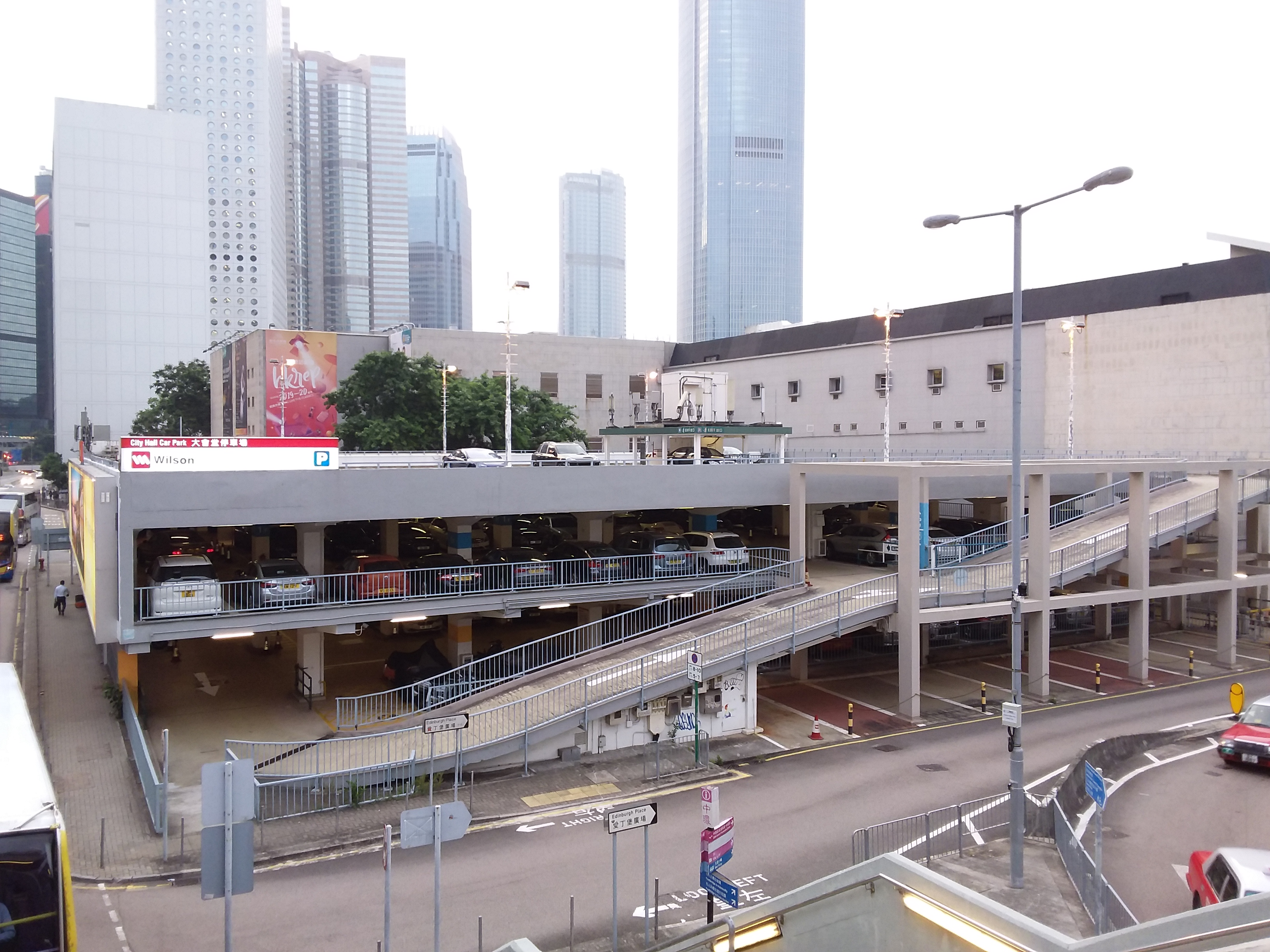
大會堂停車場
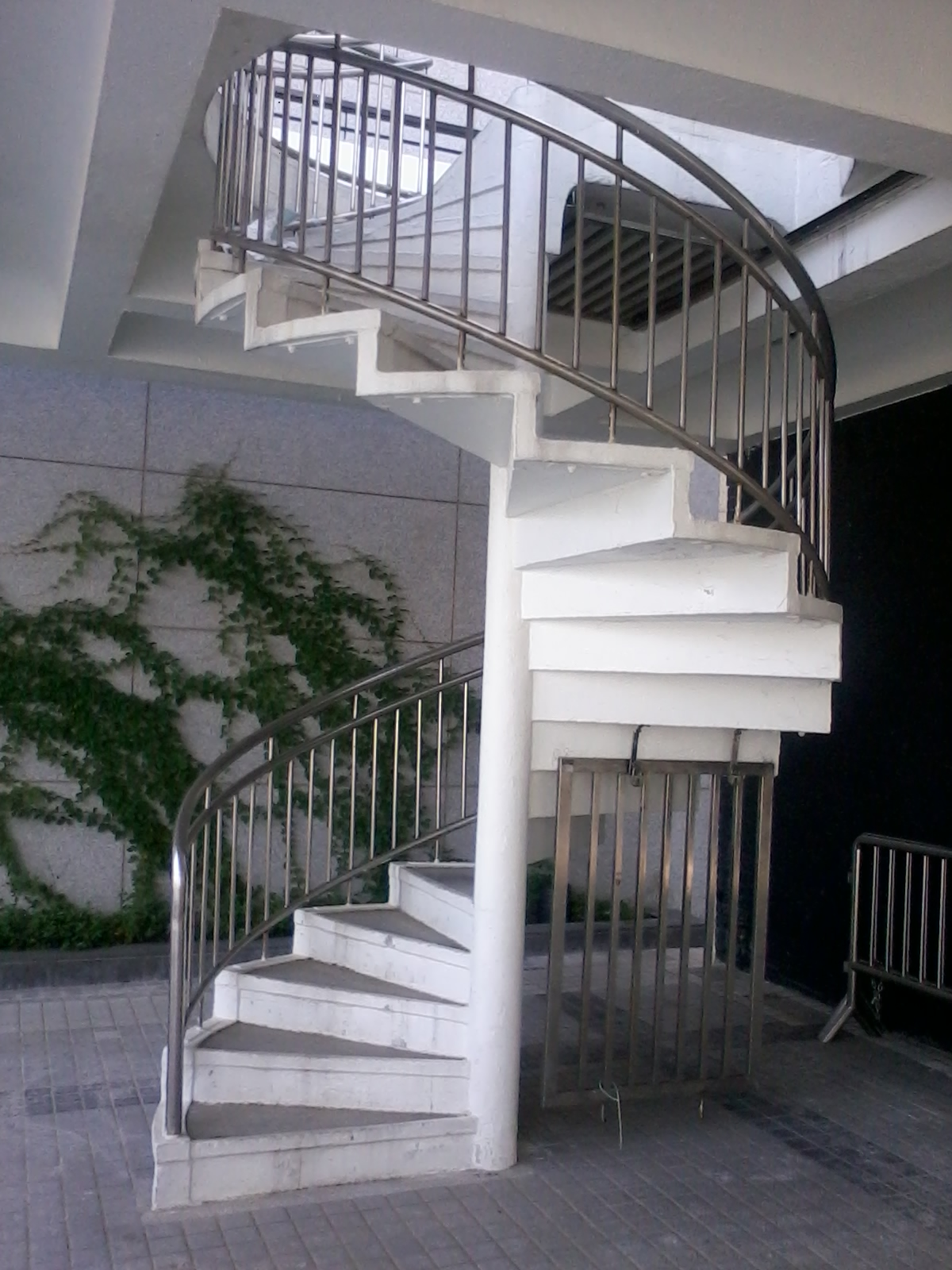
連接平台的旋轉樓梯

高座設施：
1. 大會堂婚姻登記處
2. 大會堂公共圖書館
3. 兩個可以容納40個座位的會議室
4. 容納111個座位，設有半圓型舞台的演奏廳
5. 面積約260平方米的展覽館
6. 一所食肆：美心集團營運的快餐店MX

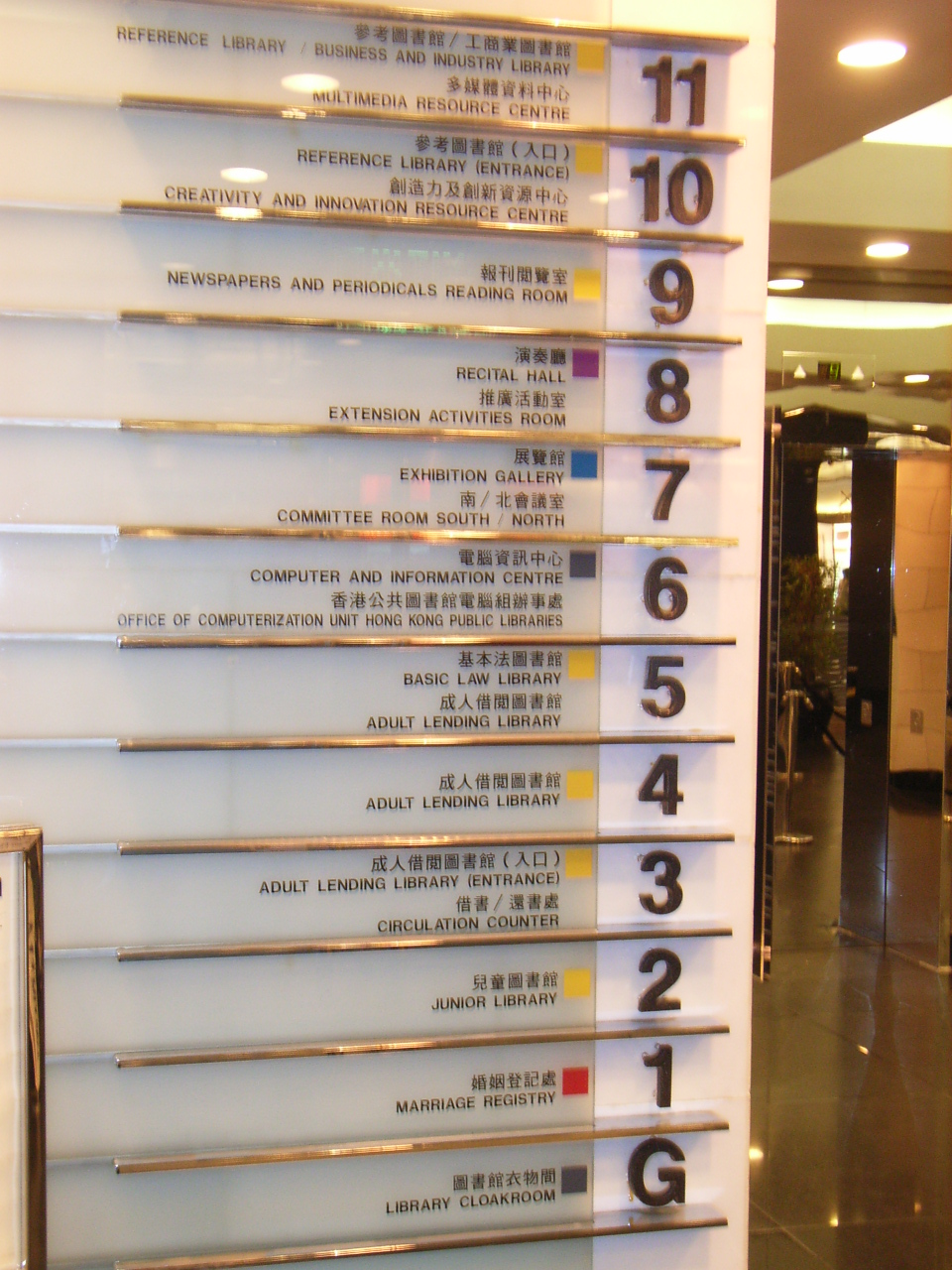
香港大會堂高座樓層圖
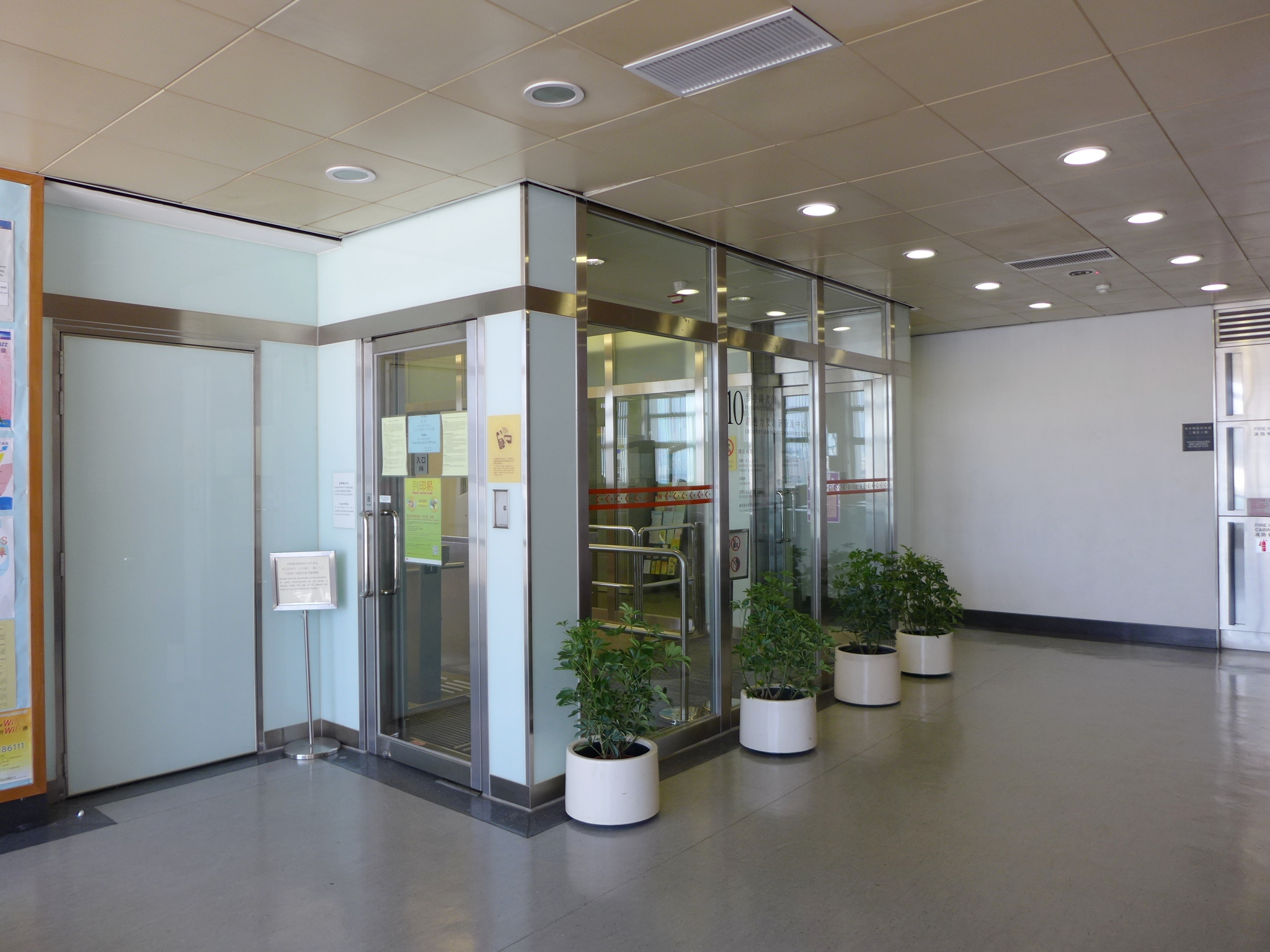
大會堂公共圖書館10樓入口
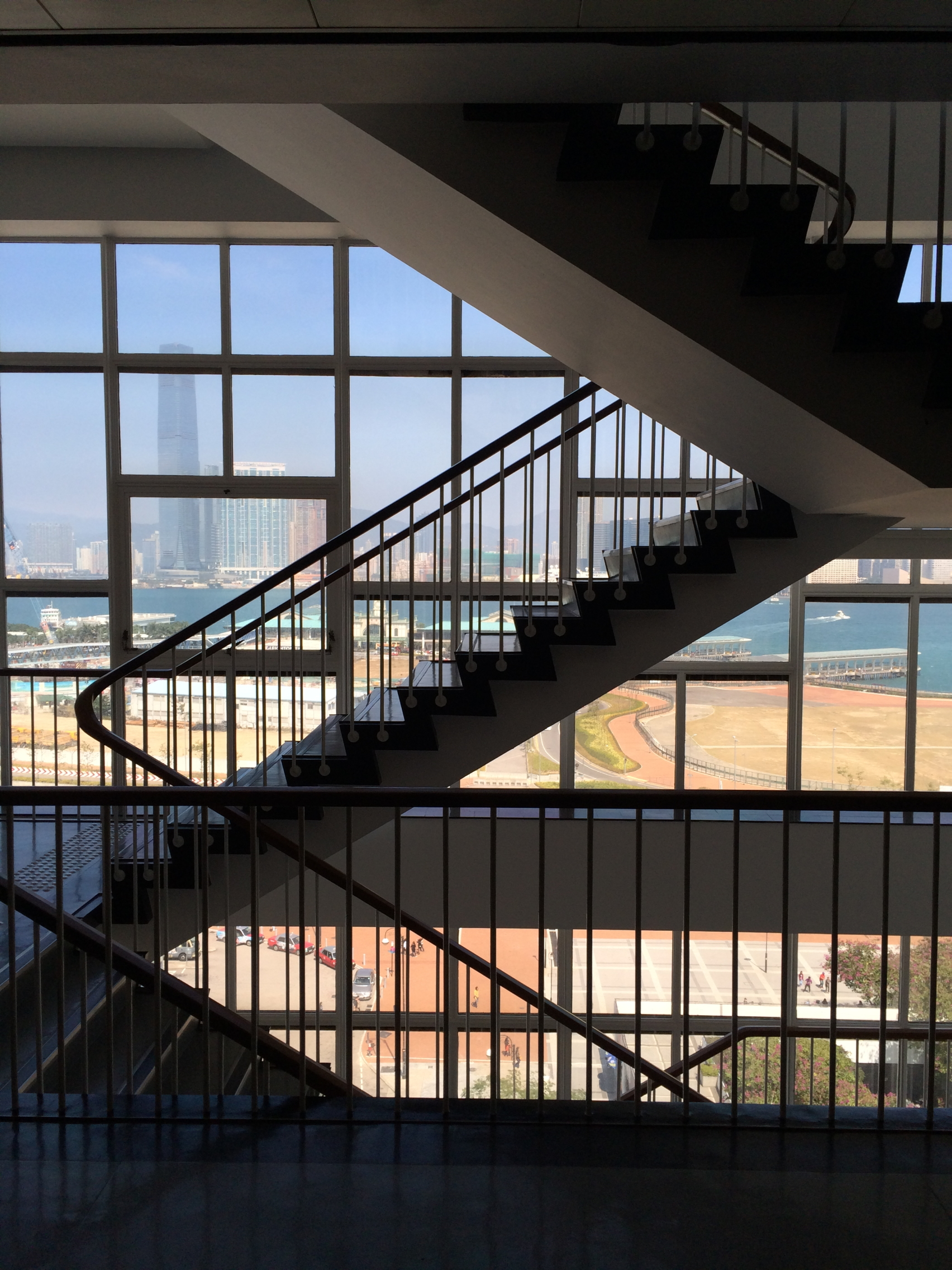
高座樓梯可享維港美景

大會堂紀念花園：
為紀念在香港保衛戰及日佔時期捐躯的軍民而建，在花園中央建有一座十二邊形的紀念龕，裡面放置了陣亡者名冊和鑄刻陣亡隊伍名字的木匾，牆上並鑲有「英靈不滅、浩氣長存」中文字樣及「These had seen movement and heard music; known slumber and waking; loved; gone proundly friended」的英文字樣。紀念花園內亦放置多件藝術雕塑。
此外，市政局於1997年香港主權移交時曾埋下一個時光錦囊，原定於2007年出土，但因市政局於2000年被殺局，時光錦囊遂遭遺忘。該時光錦囊最終於2012年3月28日開啟。

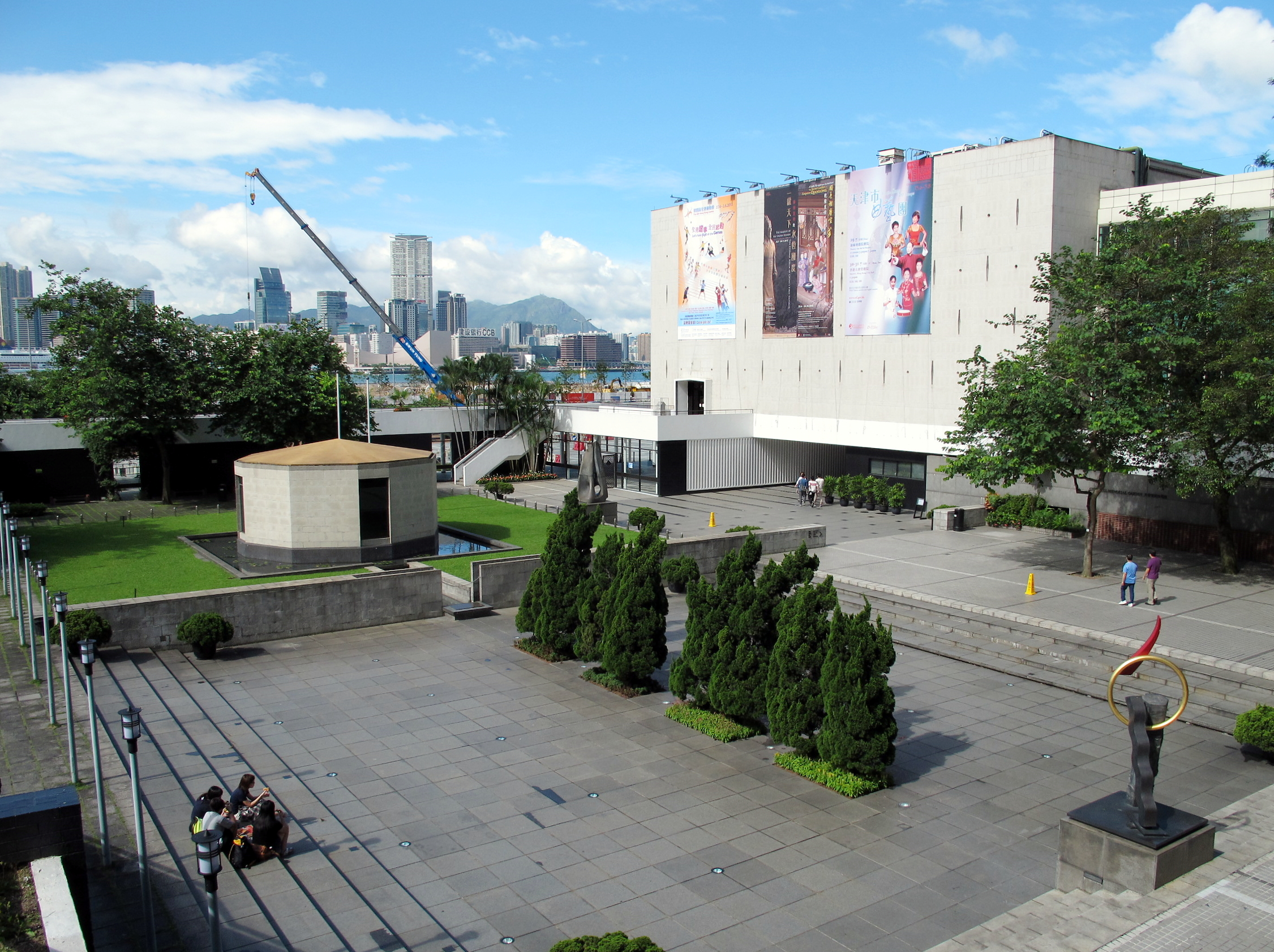
香港大會堂紀念花園
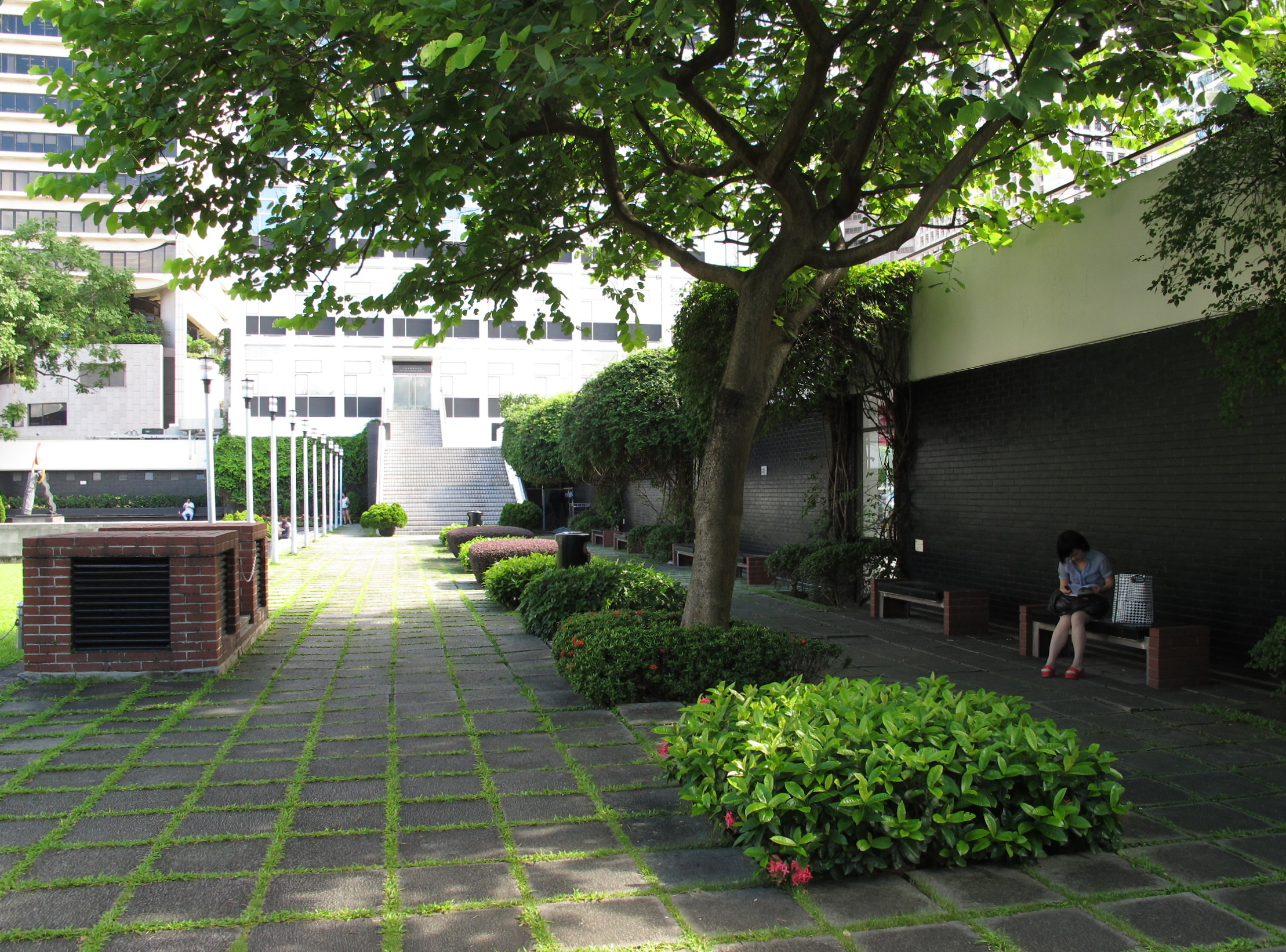
香港大會堂紀念花園
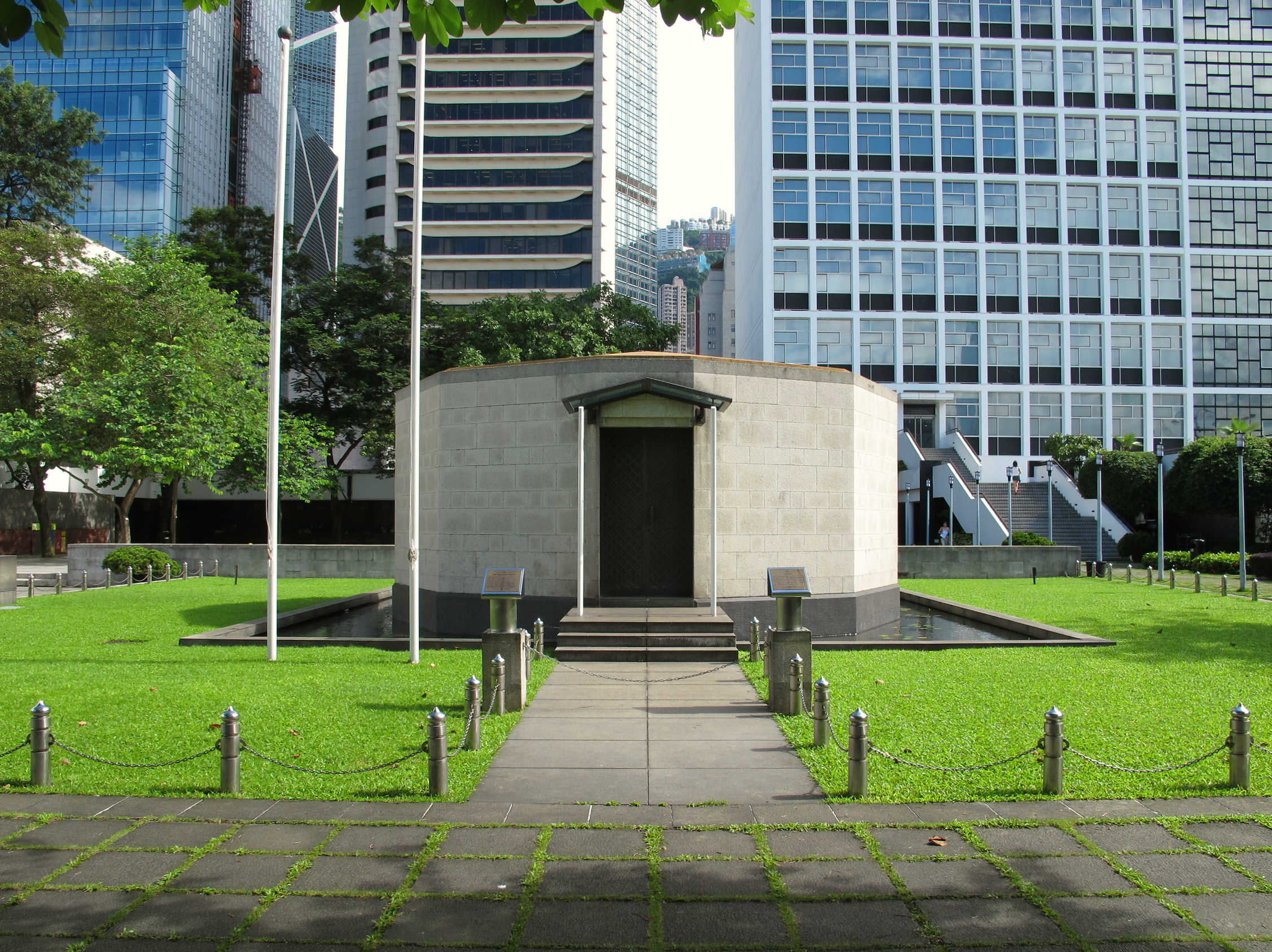
紀念龕
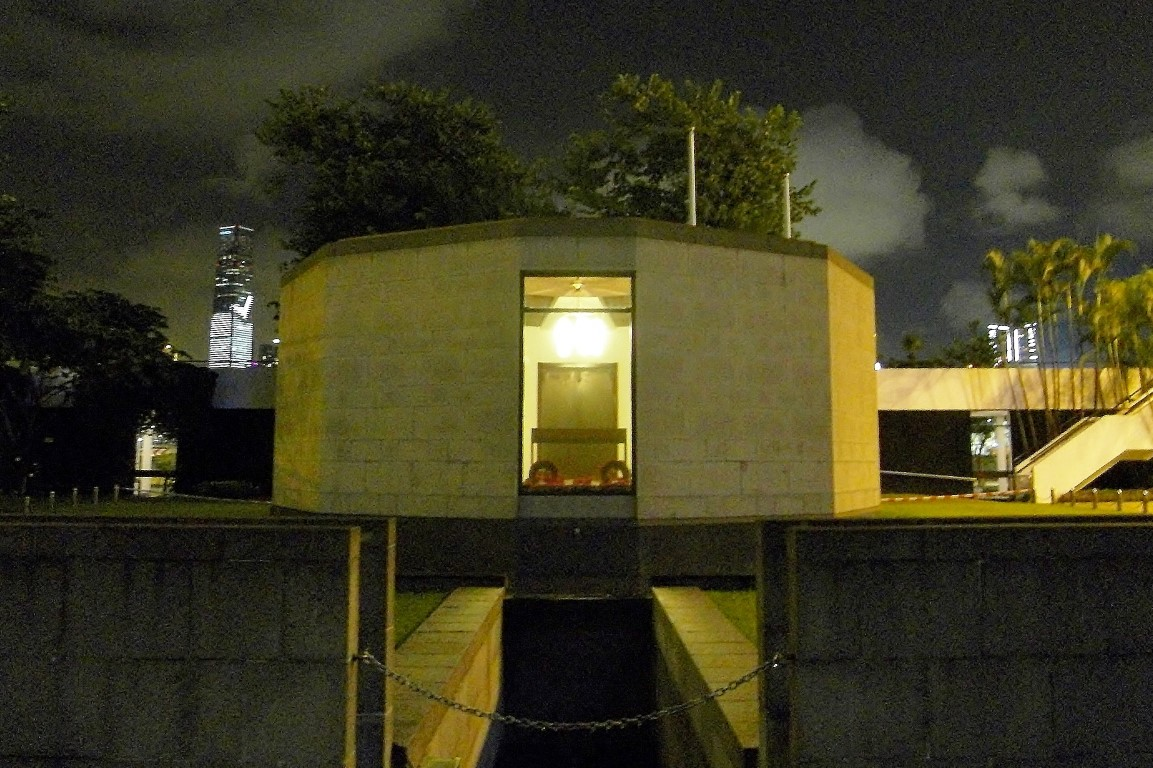
紀念龕夜景
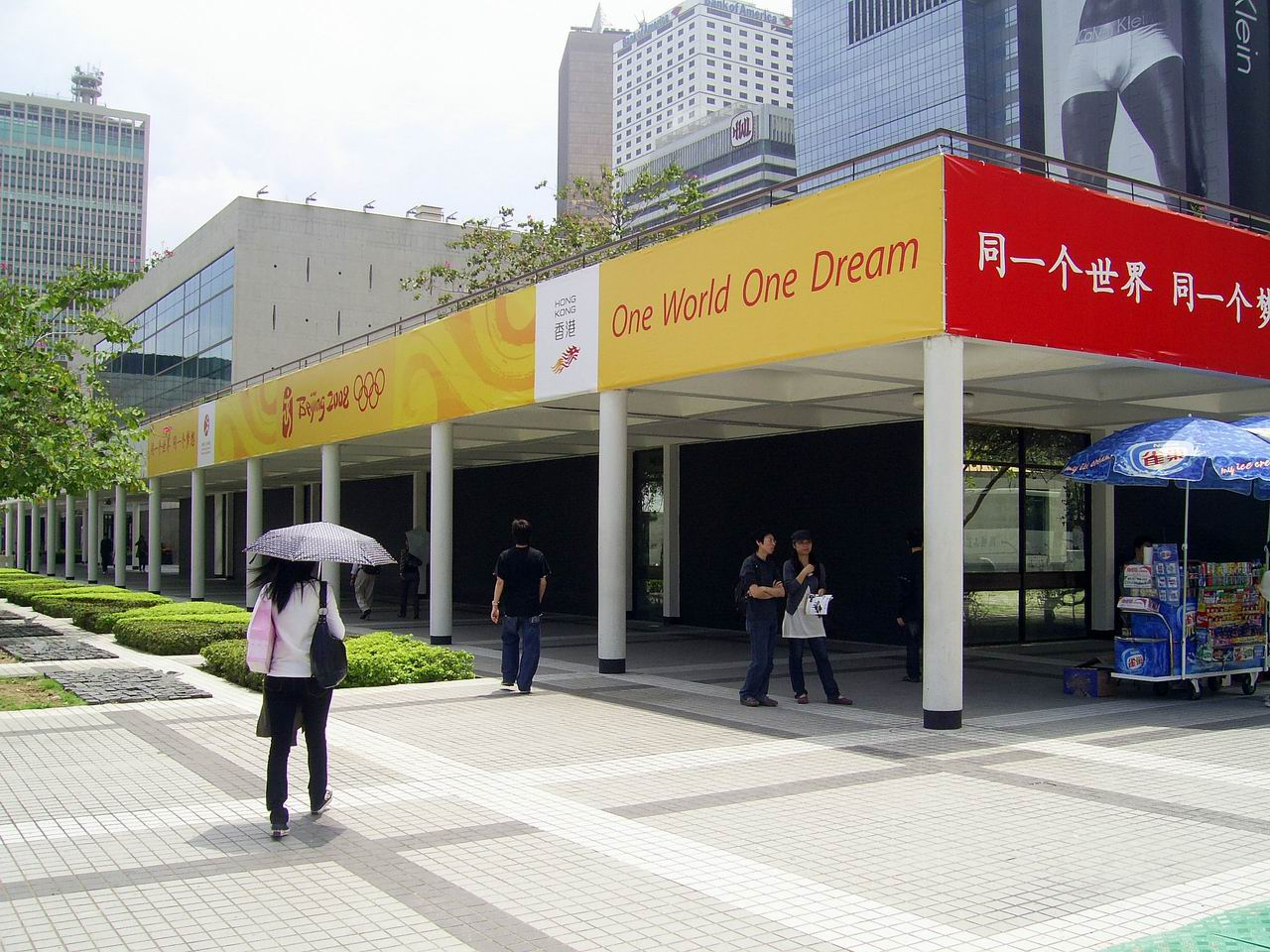
圍繞花園的「L」形行人走廊，上方平台是觀賞維港的理想地點

## 表演及影視作品
- 1962年第八屆香港小姐競選於剛落成僅三個月的香港大會堂音樂廳舉行[19][20]。

- 由邵氏兄弟於1977年製作的《猩猩王》，其中香港大會堂為電影按其實景製作的場景模型之一[21]，並出現在攝影師邱良拍攝的劇照中[14]:47

## 流行文化
- 1988年，香港男歌手李克勤推出了粵語歌曲《大會堂演奏廳》，曲名及歌詞內容均涉及香港大會堂演奏廳。

## 公共交通

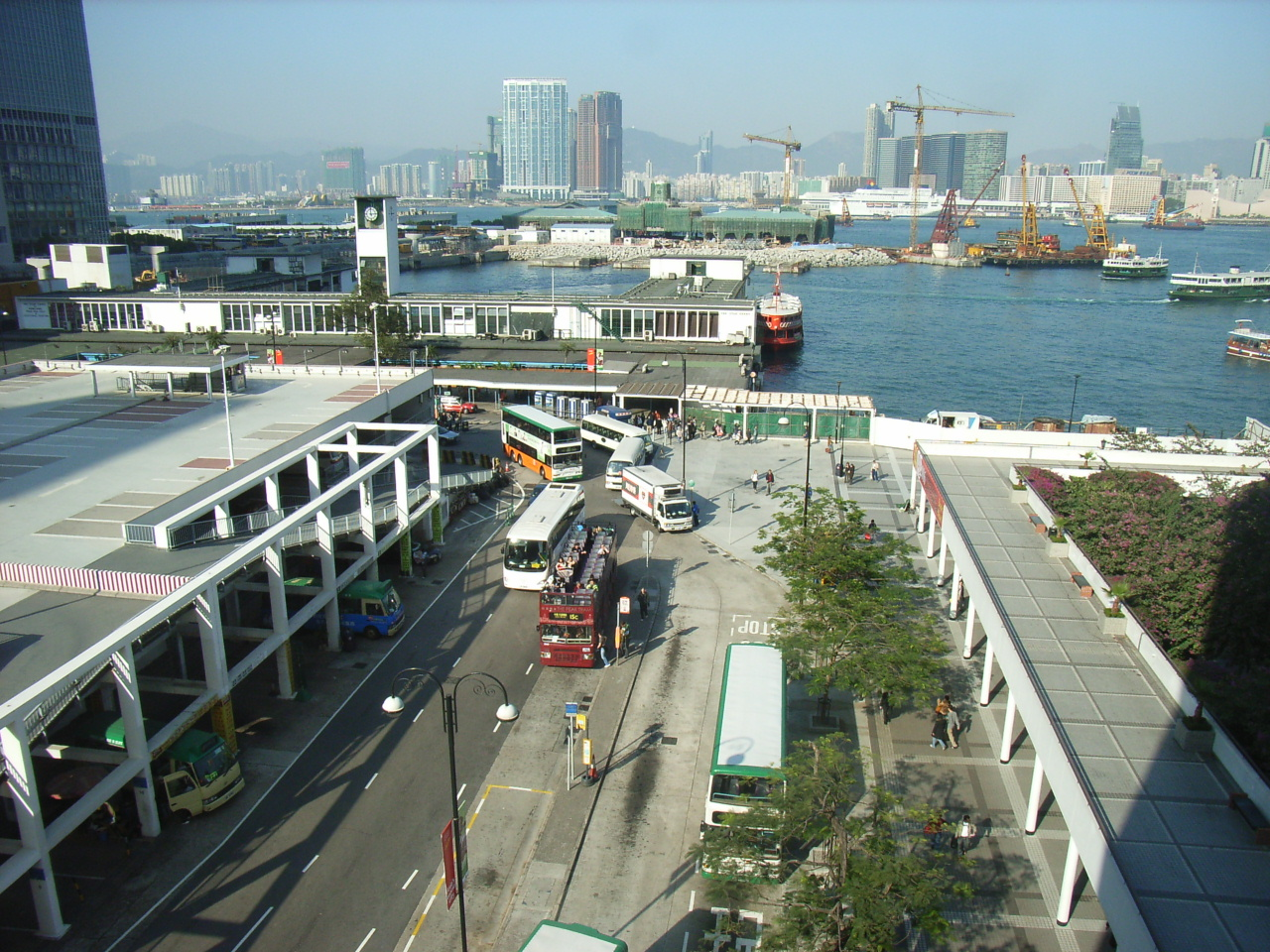
香港大會堂高座旁愛丁堡廣場巴士站

## 外部連結
- 香港大會堂官方網站（页面存档备份，存于）
- 幻彩詠香江—香港大會堂（页面存档备份，存于）
- 香港政府新聞網 「大會堂見證維港喜與樂」，2003年3月16日
- 香港政府新聞網 「大會堂屆不惑之年  殿堂地位無可代替」，2003年3月16日
- 香港電台經典重溫頻道 「香港大會堂開幕典禮」（页面存档备份，存于），1962年3月2日（廣播節目）
- 「伴我成長四十年　香港大會堂回顧展今起舉行」（页面存档备份，存于） 香港特區政府，2002年3月7日